# Ма Їнцзю
Ма Їнцзю (кит. трад. 馬英九, спр. 马英九, піньїнь: Mǎ Yīngjiǔ; нар. 13 липня 1950) — президент Китайської Республіки (Тайвань) з 20 травня 2008 до 20 травня 2016, голова партії Гоміндан з 17 жовтня 2009 до 3 грудня 2014.

## Життєпис
Народився в Гонконзі, рік по тому його родина переїхала на Тайвань. Закінчив юридичний факультет Тайванського національного університету в 1972, здобувши ступінь бакалавра права. Продовжив навчання в США, закінчив Нью-Йоркський університет та Гарвардський університет. Ма Їнцзю захистив свою докторську дисертацію (у Гарварді — Harvard Law School) з юридичних аспектів суверенітету Китайської Республіки над островами Дяоюйтай. Ма часто критикував уряд за його політику відносно суверенітету цих островів. Працював на біржі Волл-стріт.
У 1981 одружився з Христиною Чжоу (Чжоу Мейцін), у подружжя дві дочки.
У 1984 став помічником та перекладачем президента Цзян Цзін-го. Вступив в партію Гоміндан. Міністр юстиції в 1993—1996, міністр без портфеля в 1996-1997.
Був заступником генерального секретаря партії Гоміндан з 1984 по 1988. З 1988 в уряді, голова урядової Комісії з досліджень, розробок та експертних оцінок при Виконавчому Юані Китайської республіки в 1988—1991. Також протягом деякого часу, в 1991—1993, працював заступником голови Ради у справах материкового Китаю, організації на рівні уряду, яка відповідає за відносини між двома берегами Тайванської протоки.
У 1993 президент Китайської Республіки Лі Ден Хуей призначив Ма міністром юстиції. Ма пішов з цього поста в 1996. Після невеликого періоду часу на посаді міністра без портфеля, Ма Їнцзю повернувся в наукові кола.
У 1998 Гоміндан вибрав Ма Їнцзю кандидатом на пост мера Тайбея. Ма мав кинути виклик тодішньому міському голові столиці Тайваню Чень Шуйбяню з опозиційної демократичної прогресивної партії, який намагався переобратися на цей пост.
Попри високі рейтинги Ченя (понад 80 %), Чень Шуйбянь програв ті вибори, і Ма був обраний мером столиці. На президентських виборах 2000, Ма залишався вірний Гоміндану й підтримав кандидата від цієї партії Лянь Чжаня, віддавши йому перевагу перед Джеймсом Суном, що до того часу відійшов від партії та брав участь у президентських перегонах як незалежний кандидат.
У грудні 2002 став провідною політичною фігурою в рядах Гоміндану після того, як він з легкістю був переобраний на пост мера Тайбею — за нього тоді проголосували 64 відсотки тайбейських виборців, в той час, як його суперник від ДПП Лі Їн'юань отримав лише 36 відсотків голосів.
Як мер Тайбею Ма нерідко конфліктував з центральним урядом через такі проблеми, як рівень медичного страхування та контроль за поставками води під час посухи.
Серед його заслуг та ініціатив на посаді столичного міського голови можна назвати зміни в написанні назв вулиць столиці, ліній та станцій метро.
Ма висловлював помірну підтримку ідеї поступового об'єднання з материковим Китаєм та заявляв про неприйнятність незалежності Тайваню.
У 2004 виступив проти референдуму (про відносини з КНР), який був широко розкритикований в США та КНР. Проте його незгода з Законом проти відділення, прийнятим в КНР (хоча інші лідери Гоміндану зберігали мовчання з цього приводу), призвело до того, що йому в 2005 було заборонено відвідувати Гонконг, де він збирався виступити з низкою публічних промов.
Академічне, викладацьке минуле Ма допомогло йому здобути імідж чесного і неупередженого технократа. Ма також вважається харизматичною фігурою і має популярність у жінок і молоді.
В останні роки Ма Їнцзю дедалі частіше використовував місцевий тайванський діалект під час виступів, у своїх публічних промовах.
Під керівництвом Ма Їнцзю Гоміндан здобув переконливу перемогу на виборах 3 грудня 2003. Того ж дня він пішов з посади голови Гоміндану. Він також оголосив про свій намір балотуватися на президентських виборах 2008. Згодом він став офіційним кандидатом від Гоміндану на цих президентських виборах.
Ма очолював тайванські делегації, які відвідали Індію та Сінгапур у червні 2007. Метою цих візитів були двосторонні обміни та переговори про поліпшення двосторонніх відносин. Крім того, ці поїздки підняли міжнародний авторитет Ма й збагатили його досвід напередодні виборів 2008.
Кандидатом у віцепрезиденти на цих виборах став колишній прем'єр-міністр Вінсент Сю. Вінсент Сю був також кандидатом на цей пост і на виборах 2000, разом із кандидатом від Гоміндану Лянь Чжанем.
На президентських виборах 22 березня 2008 Ма Їнцзю офіційно переміг, набравши понад 58 відсотків голосів. Тим самим він поклав кінець 8-річному правлінню демократичної прогресивної партії. За Ма проголосувало понад 7,6 млн виборців, в той час, як за його опонента від ДПП — лише 5,4 млн осіб.
Переконлива перемога Ма на президентських виборах дала йому політичний мандат провести зміни та реформи, обіцяні ним в його передвиборчій програмі: в першу чергу економічні реформи і поліпшення відносин з материковим Китаєм.
Приведений до присяги та вступив на посаду 20 травня 2008. Церемонія інавгурації нового президента відбулася на тайбейському стадіоні «Taipei arena».
Згідно з опитуванням 1027 дорослих жителів Тайваню, проведеним у червні 2008 телекомпанією TVBS, президент Ма отримав підтримку 41 відсотки респондентів; 37 відсотків дали негативну відповідь (опитування було проведено за підсумками першого місяця президентства Ма). Більшість опитаних також висловили оптимізм щодо політики, що проводиться Ма Їнцзю.
12 серпня 2008 вирушив у своє перше закордонне турне як президент. Цей офіційний візит ставив метою поліпшити відносини з латиноамериканськими союзниками Тайваню. Він був присутній на інавгурації президента Домініканської Республіки Леонеля Фернандеса та президента Парагваю Фернандо Луго. Він також зробив зупинку в Панамі й зустрічався з президентом країни Мартіном Торріхосом. В рамках цього турне президент Ма зробив короткочасні зупинки в Лос-Анджелесі і Сан-Франциско, США. Під час поїздки президента Ма Їнцзю супроводжувала делегація, до складу якої входила 81 людина.
Обрання Ма Їнцзю президентом Тайваню сприяло швидкому поліпшенню відносин між Тайванем і материковим Китаєм. З ініціативи Ма було вперше встановлено пряме чартерне авіасполучення між Тайванем і Китаєм, Тайвань був відкритий для туристів з КНР, були ослаблені обмеження на тайванські інвестиції в китайську економіку, і вжиті заходи, які можуть дозволити інвестором з КНР купувати активи тайванських компаній.
Одна з важливих передвиборних обіцянок Ма в області економіки — це так званий «план 633», який передбачає економічне зростання на 6 відсотків, рівень безробіття нижче 3 відсотків та доходи на душу населення у розмірі понад 30 тисяч доларів США.
У лютому 2006, під час візиту до Європи, заявив, що хоча він та його партія Гоміндан підтримують поступове об'єднання з Китаєм, проте, Гоміндан шанує думку громадян Тайваню, і він розуміє, що деякі з них вибирають незалежність. А в інтерв'ю «Newsweek International» в грудні 2005 заявив, що «для нашої партії кінцева мета об'єднання, але у нас немає часових рамок».
У відносинах з Китаєм запропонував політику «п'яти „так“». Він також неодноразово підкреслював, що Гоміндан продовжує виступати за статус-кво, а також, що його партія підтримує політику єдиного Китаю.
Але 17 березня 2008 погрожував бойкотувати Пекінську Олімпіаду в разі обрання президентом, якщо заворушення в Тибеті вийдуть з-під контролю.
23 березня 2008, на наступний день після свого обрання президентом, заявив, що у нього немає найближчих планів відвідати материковий Китай, і що він буде виконувати свою передвиборчу обіцянку — продовжувати працювати над поліпшенням відносин з КНР — встановлювати пряме чартерне авіасполучення між Тайванем і Китаєм, все більше відкривати Тайвань для туристів з КНР, послаблювати обмеження на тайванські інвестиції в китайську економіку.
Ма Їнцзю неодноразово заявляв, що основою для конструктивного діалогу та обміну між Тайванем і КНР повинен залишатися «консенсус 1992».
12 квітня 2008 новообраний віцепрезидент Вінсент Сю зустрівся з головою КНР Ху Цзіньтао на форумі в Боао, на китайському острові Хайнань.
14 січня 2012 офіційно переміг на нових президентських виборах. Ма Їнцзю отримав 51,6 % голосів, за нього проголосували 6,89 млн виборців.
20 квітня 2016 року Ма Їнцзю зазнав поразки на президентських виборах. Новим президентом стала Цай Інвень.

## Нагороди
- Орден Центральноамериканського парламенту (3 червня 2008)
- Велика стрічка ордена Кетцаля (8 жовтня 2008)
- Орден Белізу (28 травня 2009)
- Зірка Соломонових Островів (24 березня 2010)
- Велика стрічка ордена Мануеля Амадора Герреро (22 жовтня 2010)
- Великий хрест ордена Франсіско Морасана (16 листопада 2010)
- Орден Сент-Крістофер і Невіс (10 березня 2011)
- Великий хрест Національного ордену (8 квітня 2012)
- Великий командор ордена Республіки Гамбія (11 квітня 2012)
- Орден Лева (15 квітня 2012)